# Mont-de-l'If
Mont-de-l'If is een plaats en voormalige gemeente in het Franse departement Seine-Maritime in de regio Normandië en telt 95 inwoners (2009). De plaats maakt deel uit van het arrondissement Rouen.

## Geschiedenis
Mont-de-l'If is op 1 januari 2016 gefuseerd met de gemeenten Betteville, La Folletière en Fréville tot de gemeente Saint Martin de l'If.  

## Geografie
De oppervlakte van Mont-de-l'If bedraagt 3,5 km², de bevolkingsdichtheid is dus 27,1 inwoners per km².
De onderstaande kaart toont de ligging van Mont-de-l'If met de belangrijkste infrastructuur en aangrenzende gemeenten.

## Demografie
Onderstaande figuur toont het verloop van het inwonertal (bron: INSEE-tellingen).